# Johann Daniel Elster

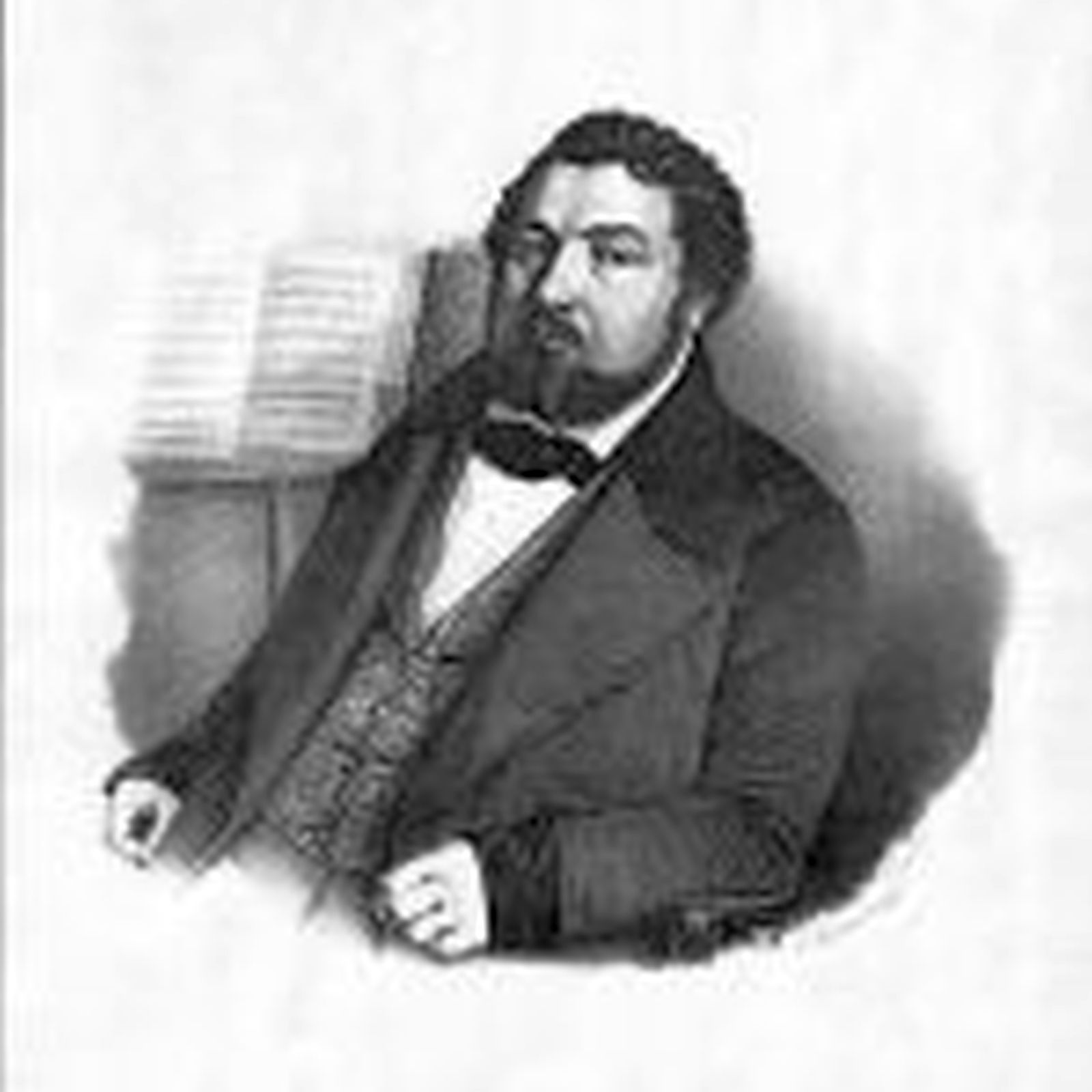
Johann Daniel Elster

Johann Daniel Elster (* 16. September 1796 in Benshausen, Herzogtum Sachsen-Meiningen; † 19. Dezember 1857 in Wettingen, Aargau) war ein deutscher Musiklehrer und Chorleiter. Er gründete um 1830 in Thüringen die ersten Chöre und brachte sie als Sängerbund zu gemeinsamen Konzerten zusammen.

## Leben
Der Sohn eines Hammerschmiedes erhielt seinen ersten Musikunterricht beim Kantor seines Heimatortes. Das Talent seines Sohnes erkennend, gab ihn der Vater zum Suhler Kantor Bornemann in die weitere Ausbildung. Er entzog sich alsbald dem strengen Lehrer und entfloh in sein Elternhaus, sehr zum Missfallen seines Vaters, der ihn zurückschickte. 1809 bezog Daniel Elster das nachmalige Geschwister-Scholl-Gymnasium Freiberg, wo er die teilweise noch mittelalterlich anmutenden Erziehungsmethoden kennenlernte. Die Wirren der Befreiungskriege im Königreich Sachsen und speziell um Freiberg ließen im Herbst 1813 keinen Unterricht mehr zu und Elster kehrte in seinen Heimatort zurück. Seine Schulzeit beendete er schließlich mit dem Abitur am Hennebergischen Gymnasium in Schleusingen.

### Student in Leipzig und Jena

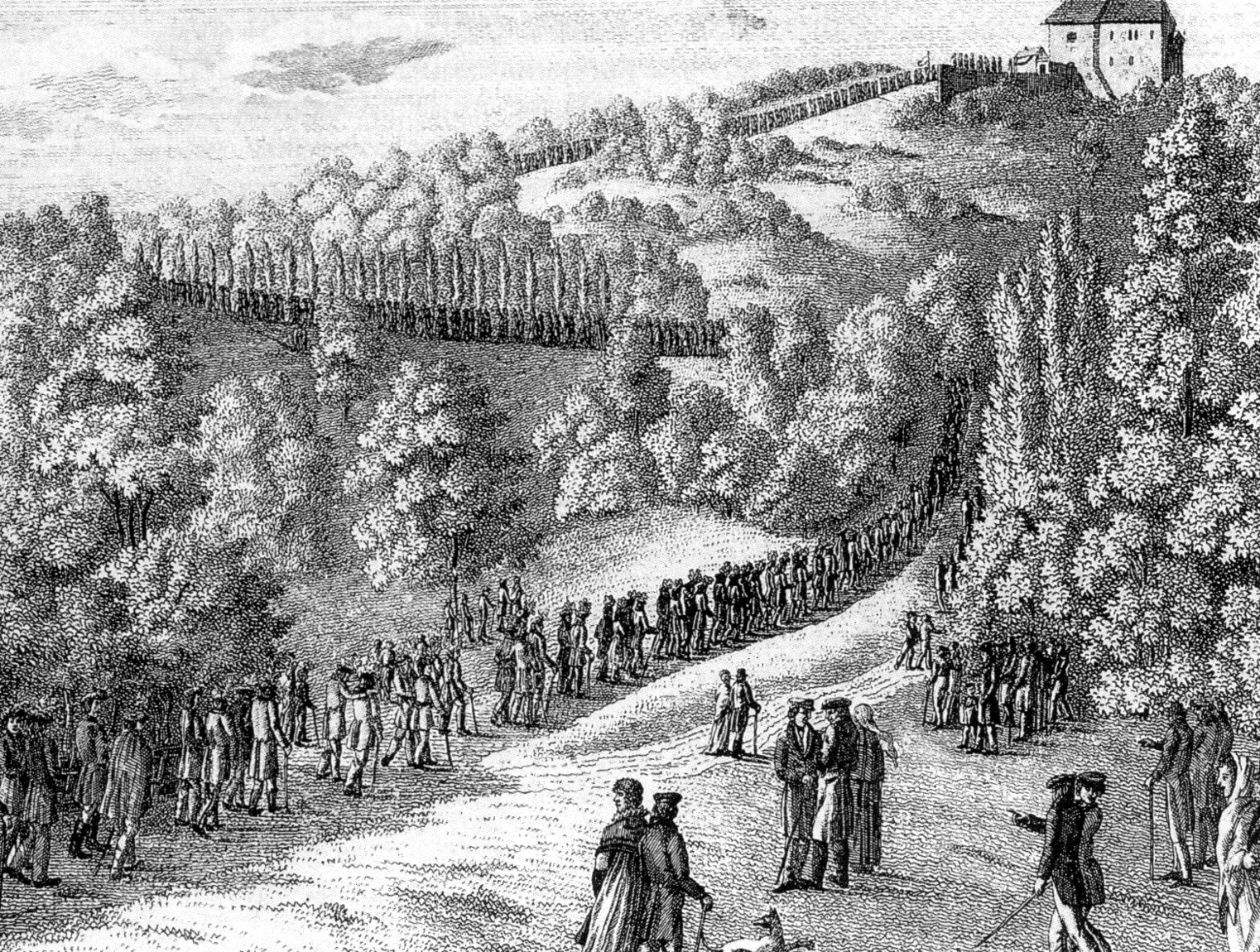
Zug der Studenten auf die Wartburg (1817)

Zunächst studierte Elster Evangelische Theologie an der Universität Leipzig und wurde 1816 Mitglied der Corpslandsmannschaft Franconia Leipzig. 1817 gehörte er zu den Gründern der Thuringia II. Als Deputierter der Thuringia nahm Elster 1817 am Wartburgfest teil. Da er häufig in studentische Raufereien verwickelt war, holte er sich bei einem Duell einen Schmiss, der ein weiteres Theologiestudium unmöglich machte und wechselte in die medizinische Fakultät. Letztendlich brachte ihm eine weitere Rauferei in der Stadt – an der er diesmal gar nicht beteiligt war – das Consilium abeundi und die polizeiliche Ausweisung aus Leipzig ein. An der Universität Jena setzte er sein Studium fort; er fühlte sich aber nach dem Attentat des Burschenschafters Karl Ludwig Sand gegen den Dichter August von Kotzebue (23. März 1819) in Jena nicht mehr sicher. Er beschloss mit einem Freund, nach Südamerika auszuwandern und sich dem Befreiungskampf Simón Bolívars anzuschließen.

### Fremdenlegion
Auf ihren Reisen durch die Niederlande und in London versuchten sie vergeblich, eine Anwerbung nach Südamerika zu erlangen. Als sie es von Frankreich aus zu erreichen versuchten, wurden sie in Paris aufgegriffen und in die Légion étrangère gepresst. Sie wurden anschließend nach Korsika verbracht, wo Elster diese qualvolle Zeit durch sein musikalisches Talent erleichtert wurde. Er konnte sich hier als Ordonnanz eines Offiziers in Rogliano (Korsika) als Organist hervortun, wo es der Gemeinderat des Ortes erreichte, dass Elster vom Militärdienst beurlaubt wurde. Durch Unterrichtstätigkeit besserte er seine finanzielle Lage auf. Dennoch riskierte er einen Fluchtversuch, welcher misslang. Nach der Arrestzeit wurde er in Bastia in ein Musikkorps als Flötist eingereiht. Dort brachte ihm ein Klavierkonzert Jubel, Geld und neue Schüler ein, darunter die Frau seines Obersts, welche ihm zur Freiheit verhalf. Bei der nächsten medizinischen Visitation wurde er „untauglich“ geschrieben.

### Würzburg und Griechenland

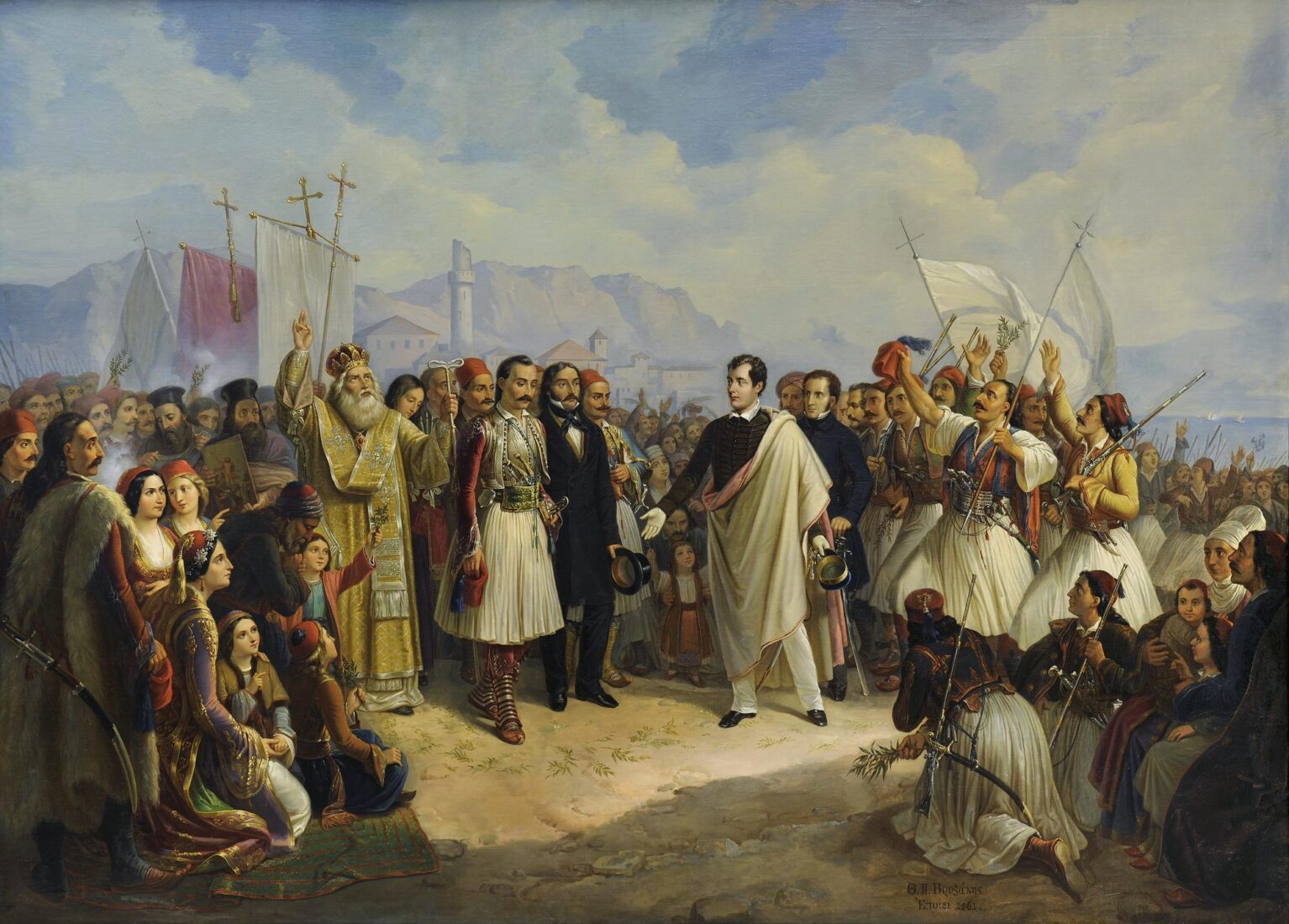
Ankunft Byrons in Missolonghi

In Würzburg setzte er sein Studium fort; er geriet aber völlig unverschuldet in ein Duell. Da er meinte, seinen schwer verletzten Gegner getötet zu haben, flüchtete er erneut. Daraufhin schloss er sich den Philhellenen an. Mit ihnen zog er in den Befreiungskampf der Griechen gegen die Türken. Er konnte seine medizinischen Kenntnisse einsetzen und war als Bataillonsarzt tätig. In der Schlacht bei Peta geriet sein Bataillon durch Verrat in einen Hinterhalt und wurde völlig aufgerieben. Daniel Elster gelang zusammen mit 17 seiner Kameraden die Flucht. In Deutschland war man aber der Meinung, dass keiner überlebt hatte und Elsters Jugendliebe Rosine Bohlig (Kosename „Röschen“), die Tochter eines reichen Benshäuser Weinhändlers, willigte in die von den Eltern seit längerem geforderte Heirat mit einem Arnstädter Kaufmann namens Schierholz ein. Auf seinen Irrfahrten durch Griechenland landete Elster letztendlich in Smyrna.

### Schweiz
Er kam 1823 über Marseille und Genf nach Basel und fand seine erste Anstellung als Klavierlehrer. Kurz darauf erhielt er eine Berufung an das Lenzburger Lehrerbildungsinstitut und schloss er sich dem Kreis um Hans Georg Nägeli und Heinrich Pestalozzi an. In enger Zusammenarbeit mit seinem Lehrmeister und väterlichen Freund Hans Georg Nägeli wirkte er an der Hebung des Volksgesanges. Er erhielt 1825 eine Lehrerstelle an der Sekundarschule in Baden und gründete hier 1826 den bis 1979 bestehenden Männerchor Baden, den ersten Gesangsverein der Stadt.

### Rückkehr
Nachdem er 1827 in zwei Briefen vom Tod seines Vaters und von Röschens Ehemann erfahren hatte, zog es ihn zurück nach Hause, wo er Rosine Bohlig heiratete. Sein neuer Freundeskreis formierte sich aus Meiningens Ludwig Bechstein und Andreas Zöllner, dem Benshäuser Superintendenten Dr. Holzapfel, Ludwig Storch aus Ruhla, dem Buchhändler und Verleger Conrad Glaser aus Schleusingen u. a. Gemeinsam mit seiner Frau Rosine verwaltete er deren väterliches Anwesen in Haubinda, im Heldburger Unterland, und die Posthalterei in Hildburghausen, welche von ihnen als Gasthof „Zum Sächsischen Hause“ eingerichtet wurde. In Haubinda erhielt er von Dorfburschen ein nächtliches Ständchen, das ihn ergriff und an seine Chorarbeit in der Schweiz erinnerte.
In dieser Erinnerung warb er in den umliegenden Dörfern für einen Männerchor. Nach halbjährigem Einüben fand sich ein Männerchor von 360 Sängern auf dem Hildburghausener Stadtberg zusammen und legte in der Kirche des Dorfes Eishausen zum ersten Mal eine Probe der erworbenen Fähigkeiten ab. Die festliche Aufführung der einstudierten Gesänge fand acht Tage später in der Stadtkirche zu Hildburghausen statt.
Gemeinsam mit dem biederen Oberlehrer Hummel arbeitete Daniel Elster weiter und hatte bald dreißig Dorfgemeinschaften gewonnen. Am 28. März 1832 fand eine Aufführung in der Hauptkirche der Landesresidenz statt. Der Chor war auf 600 Mann angewachsen. Der erste Tenor war mit 175 Stimmen besetzt und der zweite Bass zählte 200 Stimmen.
Am 2. Juni 1834 starb seine geliebte Frau Rosine an Pocken. In seinem Schmerz begann Elster die in der Schweiz vorkonzipierte Oper Richard und Blondel zu vollenden, welche im Dezember 1835 im Meininger Theater uraufgeführt wurde.

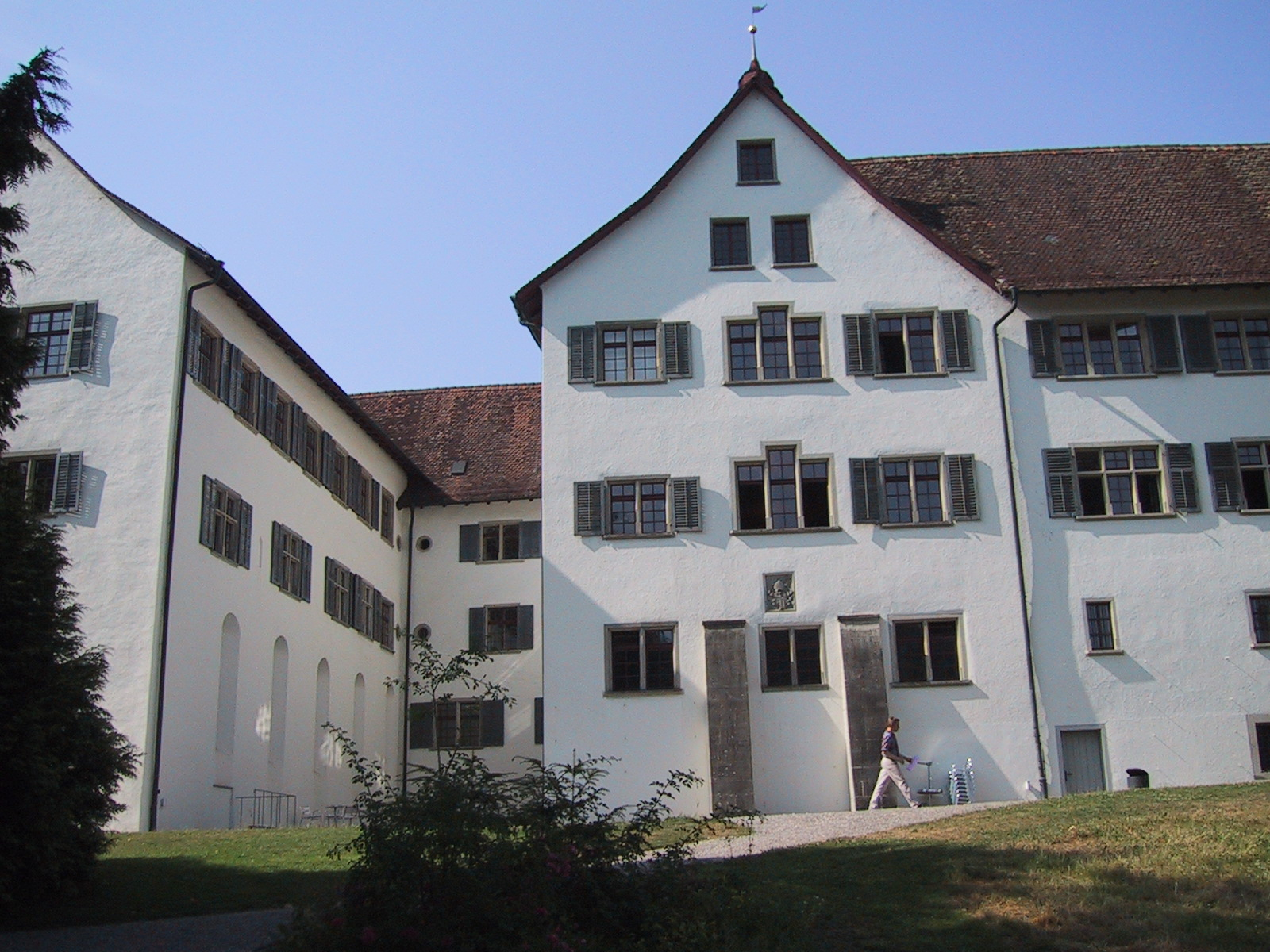
Kloster Wettingen, wo Elster als Musikprofessor wirkte

Im Bemühen, weitere Opern zu komponieren, folgte er einem freundschaftlichen Rat und lernte die Opernpraxis als Kapellmeister kennen. Sein erstes Engagement führte ihn nach Bamberg, wo ihm ähnlich wie seinem Vorgänger E.T.A. Hoffmann durch Undiszipliniertheit und Missgunst das Leben schwer gemacht wurde. Mit einer fahrenden Opern- und Schauspieltruppe reiste er anschließend durch verschiedene Städte Sachsens. 1839 erhielt er eine Anstellung als Theaterkapellmeister in Zürich. Er begegnete seiner früheren Schülerin Franziska Lang wieder und heiratete sie im Sommer 1840.
1846 bekam Elster erneut eine Anstellung als Musikprofessor an seiner alten Dienststelle, dem Lehrerseminar in Lenzburg, welches kurz darauf (1847) in das aufgehobene Kloster Wettingen verlegt wurde. Daniel Elster gab 1846 in Baden/Aargau seine Volksgesangschule heraus.
Von 1847 bis 1851 leitete er den großen Freiämter-Sängerbund. In Anerkennung seiner Verdienste verlieh ihm die Schweiz 1849 das Bürgerrecht. Bereits von schwerer Krankheit gezeichnet, leitete er 1857 das Aargauische kantonale Gesangsfest. Mit 61 Jahren erlag er in Wettingen einer Leberkrankheit.

## Werke

### Musik
- Thüringen, holdes Land, Musik: Johann Daniel Elster, ca. 1831 Worte: Ludwig Storch[10]
- Richard und Blondel (1835), Oper, Uraufführung in Meiningen
- Des Bettlers Tochter, Oper
- Sechs Lieder für Männerchor, (1833) Hildburghausen
- Schweizerische Volkgesangschule, (1846), ein theoretisch-praktisches Lehrbuch für Lehrende und Lernende (Digitalisat).
- Psalm 100 für Männerchor, (1845) Baden
- Motette für größeren Männerchor
- Die Jäger (MCh)
- Sängerfahrt (MCh)
- Sonntagslied (MCh)
- Meßgesänge für Männerchor, 2 Hefte, (1850–1856), Wettingen

### Schriften
- Das Bataillon der Philhellenen (1828)